# Egret (Schiff)
HMS Egret (L75) (englisch für Reiher) war eine Sloop, die am 11. November 1938 von der Royal Navy übernommen wurde. Die dritte Egret der Royal Navy wurde nach ihrer Fertigstellung sofort ins Rote Meer verlegt. Schon kurz nach Kriegsbeginn 1939 wurde die Sloop in die Heimat abgezogen und diente dort als Geleitschiff in der Nordsee, im Atlantik und nach der alliierten Landung in Französisch-Nordafrika auch im Mittelmeer.

Die Sloop wurde mit den Battle Honours Atlantic 1939–42, North Africa 1942–43 und Biscay 1943 ausgezeichnet.
Am 27. August 1943 wurde die Egret als erstes alliiertes Schiff durch eine ferngelenkte deutsche Hs 293 Gleitbombe versenkt. Den Untergang des Schiffes überlebten nur 35 Seeleute, die von dem ebenfalls angegriffenen und beschädigten kanadischen Zerstörer Athabascan gerettet wurden.

## Geschichte des Schiffs
Die Sloop war am 5. März 1937 zusammen mit einem Schwesterschiff bestellt worden. Die zum Haushalt 1935 gehörige Egret wurde am 21. September 1937 bei J. Samuel White in Cowes auf der Isle of Wight auf Kiel gelegt und lief am 31. Mai 1938 vom Stapel. Am 11. November 1938 abgeliefert war die Egret das erste der verbesserten Schiffe der Bittern-Klasse und wurde Namensgeber der nur drei Schiffe umfassenden Klasse, der Vorgängerin der Black-Swan-Klasse, die im Krieg in größeren Stückzahlen gebaut wurde.

Das gleichzeitig bei William Denny and Brothers bestellte Schwesterschiff sollte ursprünglich den Namen Heron (englisch auch für Reiher) erhalten, lief dann aber am 30. Juni 1938 als Auckland vom Stapel, da es zuerst um Neuseeland als Vermessungsschiff zum Einsatz kommen sollte. Am 19. März 1937 wurde mit der Pelican noch ein weiteres Schwesterschiff bei Thornycroft aus dem folgenden Haushalt bestellt.

### Änderungen des Schiffes
Die genannten Schiffe der verbesserten Bittern-/Klasse erhielten vier 102-mm-Zwillings-Fla-Geschütze. Gesteuert wurden die Geschütze durch ein Fuze-Keeping-Clock-Waffensteuerungssystem zur Bekämpfung von Luftangriffen. Dazu kamen zwei 47-mm-3pdr-Hotchkiss Geschütze von zweifelhaftem Gefechtswert für die Nutzung als Salutgeschütze, ein schwerer 12,7-mm-Vickers-Flugzeugabwehr-MG-Vierling und fünfzehn Wasserbomben.
Die neue Sloop war 89,2 m lang und damit etwa drei Meter länger als die Vorgänger der Bittern-Klasse und verfügte über eine etwas höhere Maschinenleistung, was eine um 0,5 kn höhere Geschwindigkeit ermöglichte. Der Treibstoffvorrat war wegen des zusätzlichen Geschützes und des erforderlichen Munitionsraums mit 370 Tonnen Öl etwas geringer als bei den Schiffen der Bittern-Klasse und ermöglichte einen Fahrbereich von 6200 Seemeilen bei 16 Knoten. Die Besatzung der neuen Schiffe umfasste 188 Mann.

### Einsätze
Wegen der angespannten politischen Lage bei der Indienststellung der Egret verlegte die Royal Navy die neue Sloop sofort in das Rote Meer zur Sicherung des britischen Schiffsverkehrs nach Ostindien, Australien und in den Fernen Osten. Als dann 1939 der Zweite Weltkrieg ausbrach, befand sich die Sloop im Indischen Ozean; sie bezog eine Position vor der Küste Mosambiks, um deutsche Handelsschiffe abzufangen. Die Sloop sicherte dann große Transporter aus Indien/Australien auf einer Teilstrecke im Indischen Ozean nach Aden und dann weiter durch das Rote Meer zum Suez-Kanal. Der Rückmarsch in die Heimat wurde nach Querung des Mittelmeers in Gibraltar unterbrochen, da die Sloop den Konvoi SLF 13 ab Mitte Dezember von Freetown nach Großbritannien begleiten sollte, wo sie mit den sieben Schiffen des Konvois Anfang Januar 1940 ohne einen Feindkontakt eintraf.
Nach notwendigen Reparaturen in Cardiff wurde die Sloop dann bis zum Jahresende zur Sicherung von Küstenkonvois an der britischen Ostküste eingesetzt. Von Dezember 1940 bis Ende Mai 1941 folgten weitere Einsätze der Egret im Bereich der North Western Approaches. Nach einer Routine-Überholung war die Sloop im Juli 1941 wieder einsatzbereit. Im August wurde sie der neu gebildeten 44th Escort Group für die Route ab Freetown zum Vereinigten Königreich zugeteilt, zu der noch der zum Langstreckengeleitboot umgebaute Town-Zerstörer Bradford (ex USS MacLanahan), die beiden ehemaligen USCG-Kutter Banff ex USCGC Saranac (52) und Fishguard ex Tahoe (47) sowie die Sloop Scarborough der Hastings-Klasse gehörten. Bathurst blieb Einsatzhafen des Schiffs bis zur alliierten Landung in Französisch-Nordafrika (Operation Torch) im November 1942, als sie vom 1. bis 12. November ab dem Clyde den Versorgungskonvoi KMF.2 nach Algier zusammen mit ihrem Schwesterschiff Pelican, den ehemaligen US Coast Guard Cuttern Banff und Sennen, der älteren Sloop Fleetwood sowie der ehemaligen Privatyacht Philante, der späteren norwegischen Königsyacht, geleitete.
Am 13./14. November sicherte die Egret mit dem polnischen Zerstörer Błyskawica und der Philante die Rückführung von vier großen Transportern als Convoy MKF.1A vom Landungsgebiet in Nordafrika nach Gibraltar. Es folgte der erste Konvoi zurück nach Großbritannien (MKF.2) zum Clyde bis zum 21. November. Ab dem 27. folgten regelmäßig weitere Konvois nach Nordafrika und zurück ins Vereinigte Königreich bis in den April 1943. Die Deutschen versuchten diese Geleite regelmäßig aus der Luft und durch U-Boote anzugreifen, waren aber auch hier nicht immer erfolgreich. So meldeten zwar deutsche Beobachter aus Algeciras im März 1943 u. a. das Auslaufen des Konvois MKF.10A mit sechs Transportern gesichert von der EG 44 mit den Sloops Egret, Erne und Fishguard sowie der Fregatte Test. Anfangs begleiteten zusätzlich noch die Geleitzerstörer Wheatland, Calpe und Holcombe den Konvoi als Support Group. Am 9. März sichtete und meldete U 107 den Geleitzug, konnte aber den Kontakt nicht halten und drei weitere auf den Konvoi angesetzte U-Boote fanden den Geleitzug nicht.
Ab Mitte März erfolgte dann eine erneute Überholung der Egret am Humber, bei der das 40-mm-Geschütz gegen modernere 20-mm-Oerlikons getauscht und ein Hedgehog-Werfer zur U-Boot-Jagd installiert wurde.

Am 6. Juli 1943 nahm die Sloop ihren Dienst wieder auf und wurde der 10th Escort Group zugeteilt. In dieser Gruppe kamen auch das Schwesterschiff Pelican und die Fregatten Jed, Rother und Wear zum Einsatz, der zuerst auf der Strecke zwischen dem Vereinigten Königreich und Gibraltar erfolgen sollte.

### Verlust derEgret

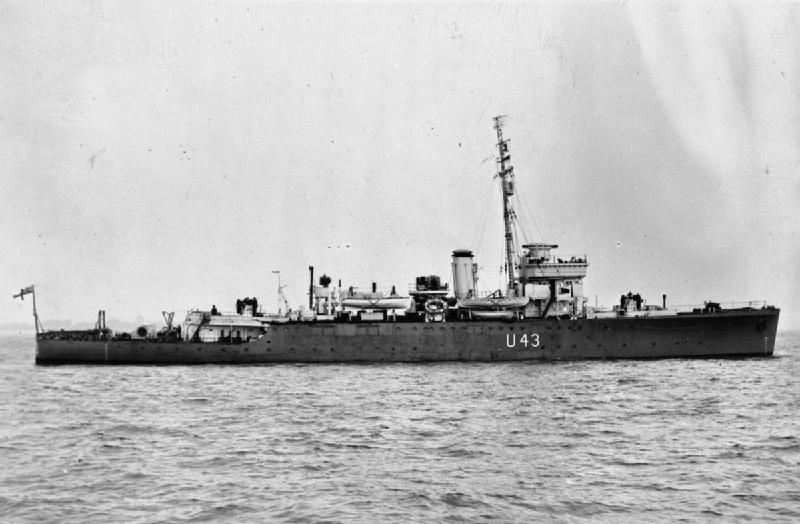
Die Sloop Bideford
der Shoreham-Klasse

Im Sommer 1943 gab es eine Offensive der Maschinen des britischen RAF Coastal Command in der Biscaya gegen die deutschen U-Boote auf dem Aus- und Rückmarsch von und zu ihren Basen im besetzten Frankreich. Zu den Flugzeugen auf beiden Seiten setzte die Royal Navy dann auch Überwasserschiffe ein. Mitte August 1943 diente die 40th EG gegen die U-Boote. Als diese Gruppe am 25. August 1943 ihre Ablösung durch die 5th Support Group erwartete, wurde sie überraschend aus der Luft angegriffen. Den Angriff führten zwölf Dornier Do 217 der II./KG.100 mit den neuen Fernlenkbomben Henschel Hs 293, begleitet von sieben Ju 88C-Zerstörern (vermutl. der I./ZG.1), durch. Dabei wurde der ehemalige Coast Guard Cutter Landguard durch einen Nahtreffer leicht beschädigt und die ältere Sloop Bideford der Shoreham-Klasse erhielt einen Volltreffer, der aber nicht explodierte, so dass nur ein Besatzungsmitglied starb.

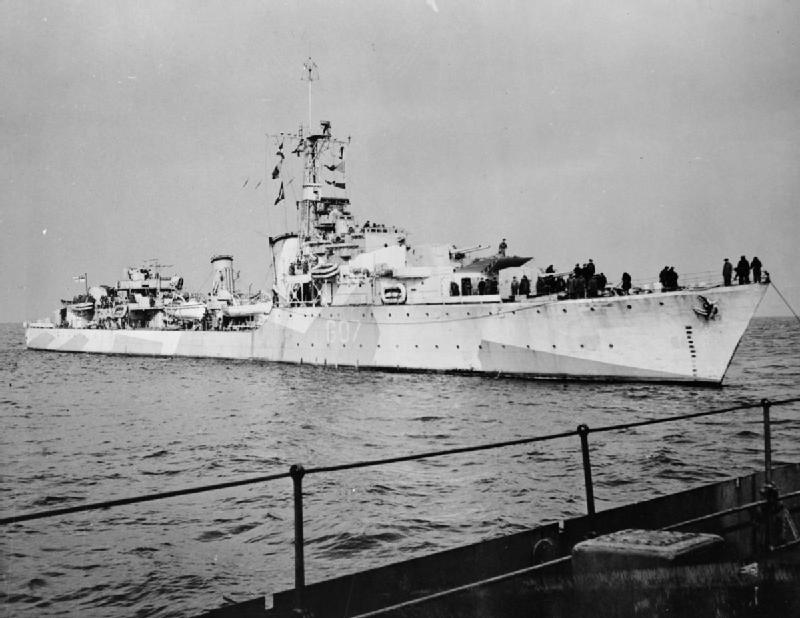
Die Athabaskan (G07)

Schon am 26. August übernahm die 1st Support group mit den Sloops Pelican und Egret sowie den River-Fregatten Jed, Rother, Spey und Evenlode die Aufgabe, passierende deutsche U-Boote nahe der spanischen Küste aufzuspüren. Der als Rückhalt der leichten Einheiten eingesetzte Kreuzer Bermuda verließ das Gebiet nach Plymouth zur Treibstoffergänzung. Ihn ersetzen die Zerstörer Athabaskan und Grenville. Inzwischen war durch Ultra-Entzifferungen bekannt geworden, dass die Deutschen ein neues Waffensystem einsetzten würden, und die Egret wie auch die Grenville waren darauf vorbereitet.

Die auslaufenden U 305 und U 645 sowie die Rückmarschierer U 358, U 571, U 333, U 566 und U 757 passierten den britischen Verband unversehrt.

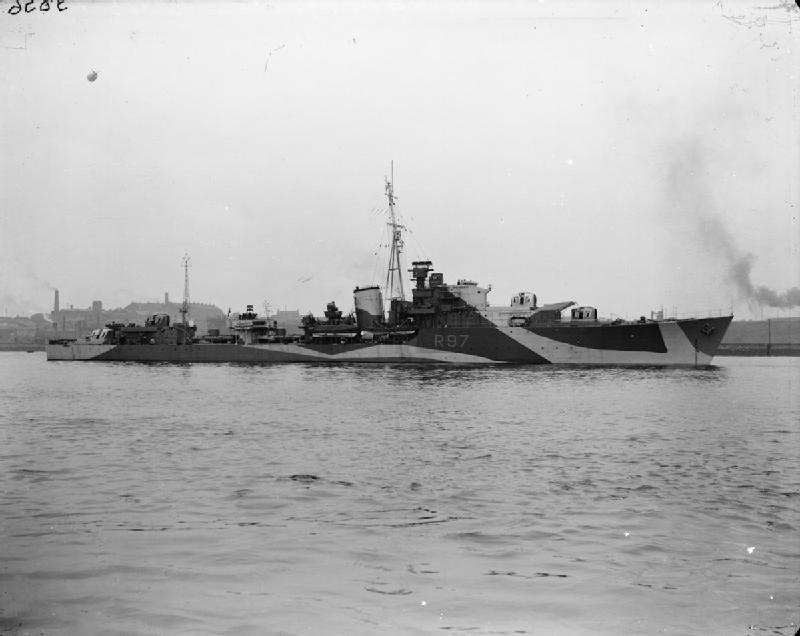
Die HMS Grenville (R97)

Am 28. August 1943 erfolgte dann der erwartete Angriff der Luftwaffe erneut mit 18 zweimotorigen Dornier Do 217, bewaffnet mit Henschel Hs 293-Flugkörpern, gegen die U-Boot-Jagdgruppe etwa 30 Meilen westlich von Vigo. Die Maschinen konzentrierten ihre Angriffe auf die Zerstörer Athabaskan und Grenville sowie die Egret. Die beiden letzteren waren auf einen derartigen Angriff vorbereitet. So hatte die Grenville ein Fotografen-Team an Bord, das einen Angriff der neuen Waffe dokumentieren sollte. Die britischen Schiffe versuchten den Angriff zu verhindern. Trotz des heftigen Abwehrfeuers erzielte eine Maschine einen Treffer auf Athabaskan. Trotz schwerer Schäden und fünf Toten an Bord verblieb der Zerstörer bei der Gruppe. Die ebenfalls angegriffene Grenville konnte mit schnellen Ausweichmanövern Schäden vermeiden, während ein eingeschifftes Kamerateam die deutschen Angriffe filmte. Die Egret versuchte auch den anmarschierenden Flugkörpern auszuweichen. Sie wurde jedoch von einer Hs 293 im Bereich des hinteren Munitionsraums getroffen und förmlich zerrissen. An Bord starben 198 Mann, darunter vier RAF-Spezialisten des Y-Dienstes, die mit ihren Geräten die Kommunikation der deutschen Maschinen aufzeichnen sollten. Die schon getroffene Athabascan konnte noch 35 Mann der 
42° 10′ N, 9° 22′ W versenkten Egret retten.

Um derartigen Angriffen zu entgehen, setzte sich die Support Group nach Westen ab, was den Aus- und Rückmarsch der deutschen U-Boote erleichterte. Die Royal Navy verzichtete vorerst auch auf den weiteren Einsatz von U-Jagd-Gruppen in diesem Seegebiet.
Die HMS Egret war das erste Schiff, das durch eine ferngelenkte Bombe versenkt wurde.

## Die Sloops der Egret-Klasse

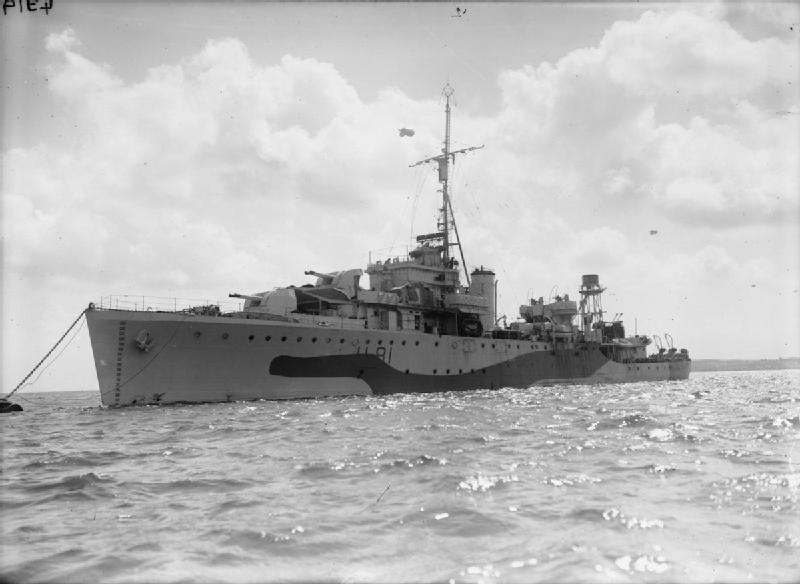
Die Stork der vorausgehenden Bittern-Klasse, 1943
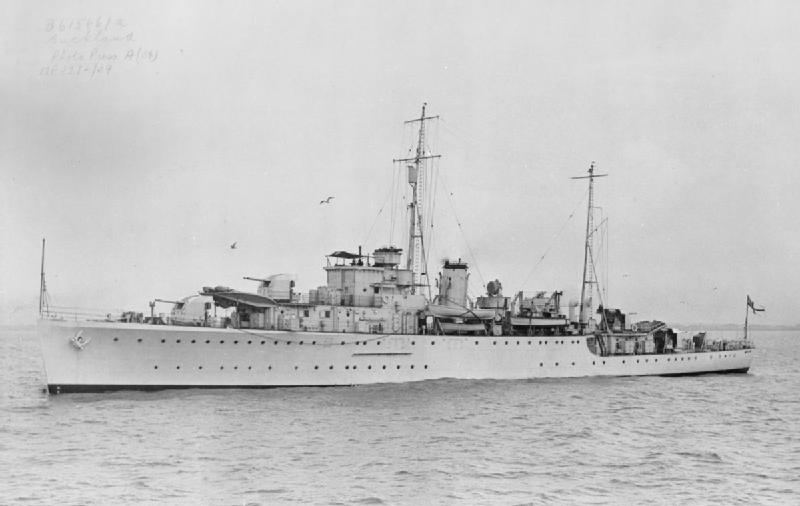
Die Auckland 1938
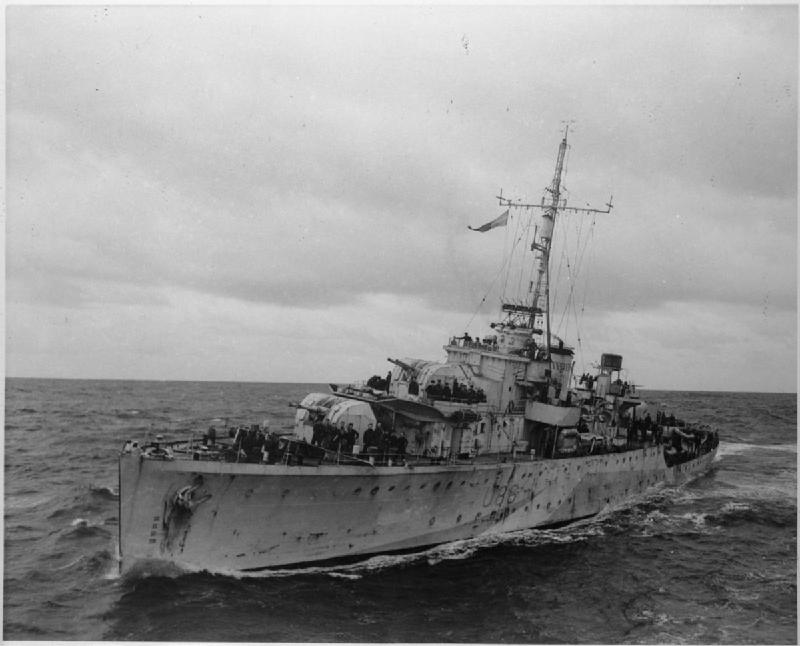
Die Pelican  1944
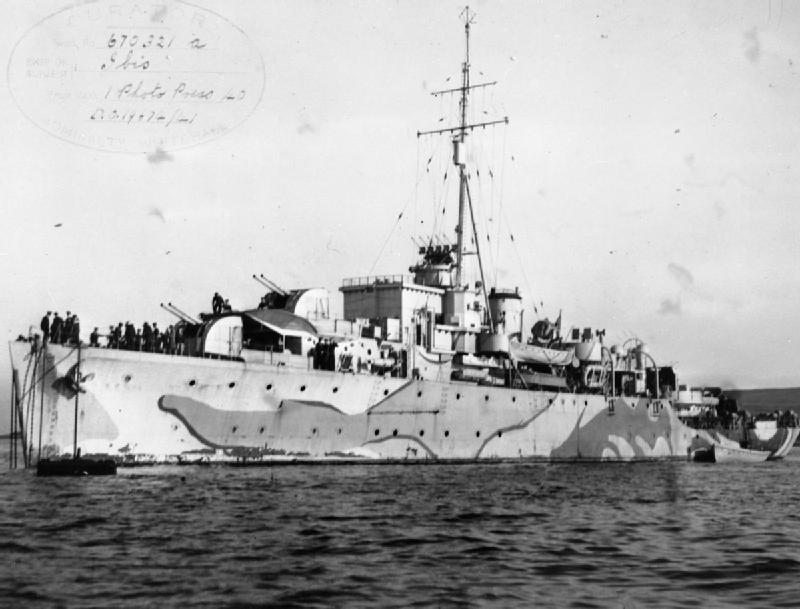
Die Ibis der folgenden Black-Swan-Klasse, 1941

| Name     | Pennant  | Werft                            | Kiellegung | Stapellauf | in Dienst  | Schicksal |
| -------- | -------- | -------------------------------- | ---------- | ---------- | ---------- | --- |
| Egret    | L/U 56   | White, Cowes, BauN°1835          | 21.09.1937 | 31.05.1938 | 10.11.1938 | 1. Einsatz Rotes Meer, Battle Honours Atlantic 1939–42, North Africa 1942/43, Biscay 1943, am 27. August 1943 nahe Vigo mit Henschel Hs 293 versenkt,                                                                                          |
| Auckland | L/U 61   | Denny, Dumbarton, BauN°1317      | 16.06.1937 | 30.06.1938 | 16.11.1938 | 1. Einsatz Kapstadt, Battle Honours Atlantic 1939, Norway 1940, Greece 1941, Crete 1941 und Libya 1941; 24. Juni 1941 vor Nordafrika durch Ju 87-Stukas versenkt                                                                               |
| Pelican  | L/U/F 86 | Thornycroft, Woolston, BauN°1177 | 7.09.1937  | 12.09.1938 | 2.03.1939  | Fishery Defence Flotilla, Rosyth Escort Force, Battle Honours Norway 1940, North Sea 1940, Atlantic 1942–44, North Africa 1942, Normandy 1944 und English Channel 1944; Mediterranean Fleet bis 1951, 1954 bis 1956 Südatlantik, 1958 Abbruch. |